# Architettura spagnola

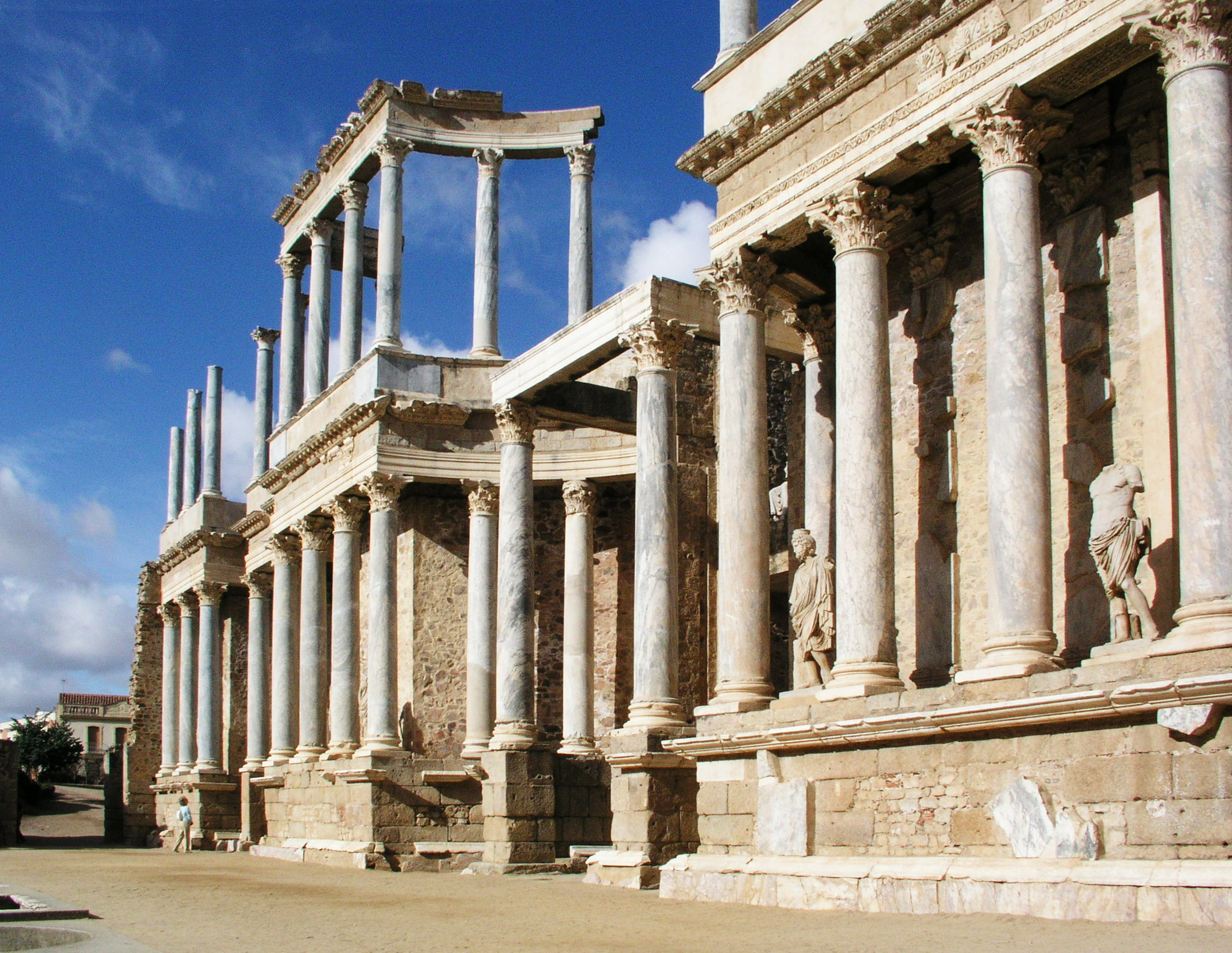
Teatro di Mérida

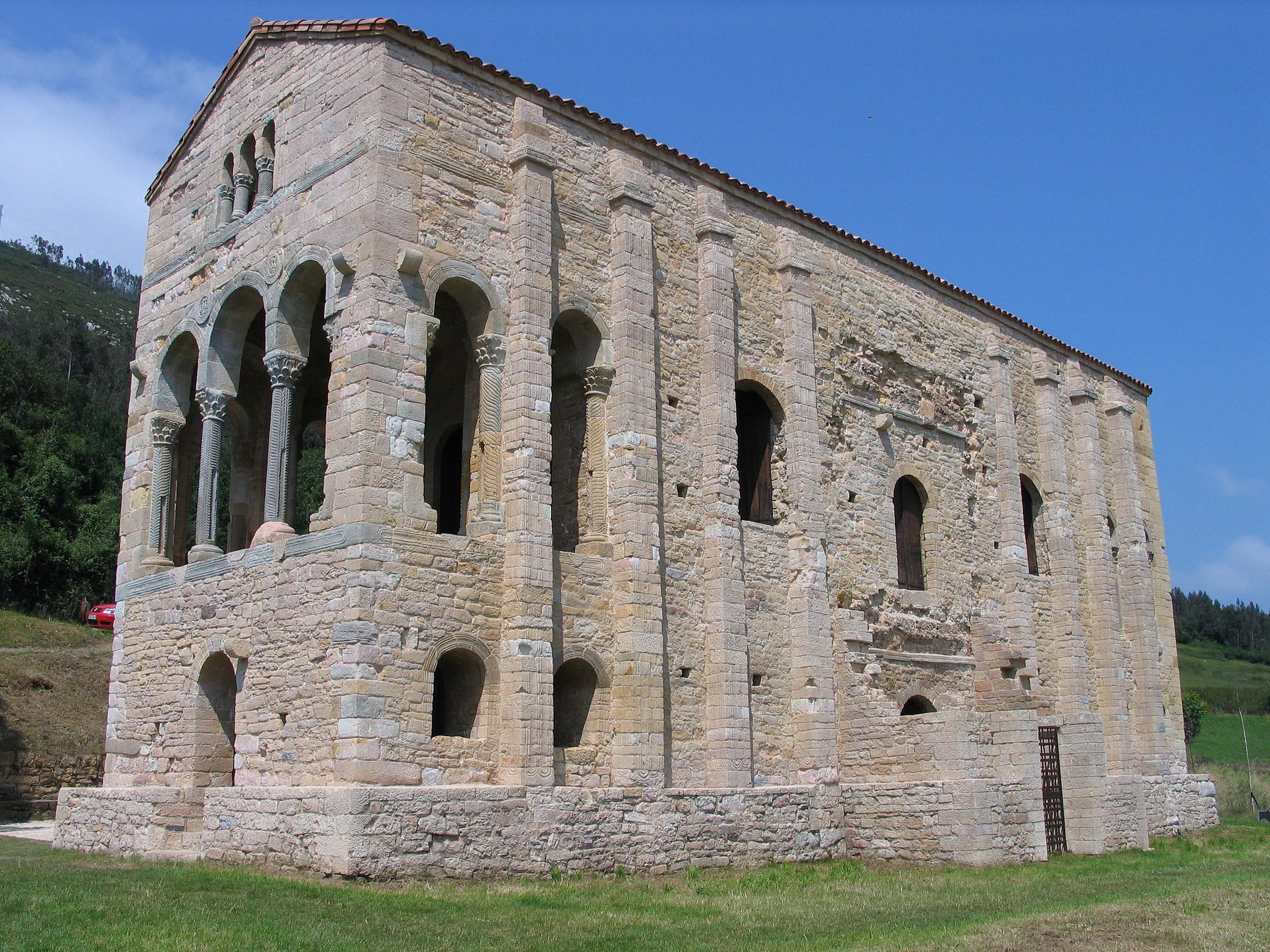
Chiesa di Santa María del Naranco, Oviedo

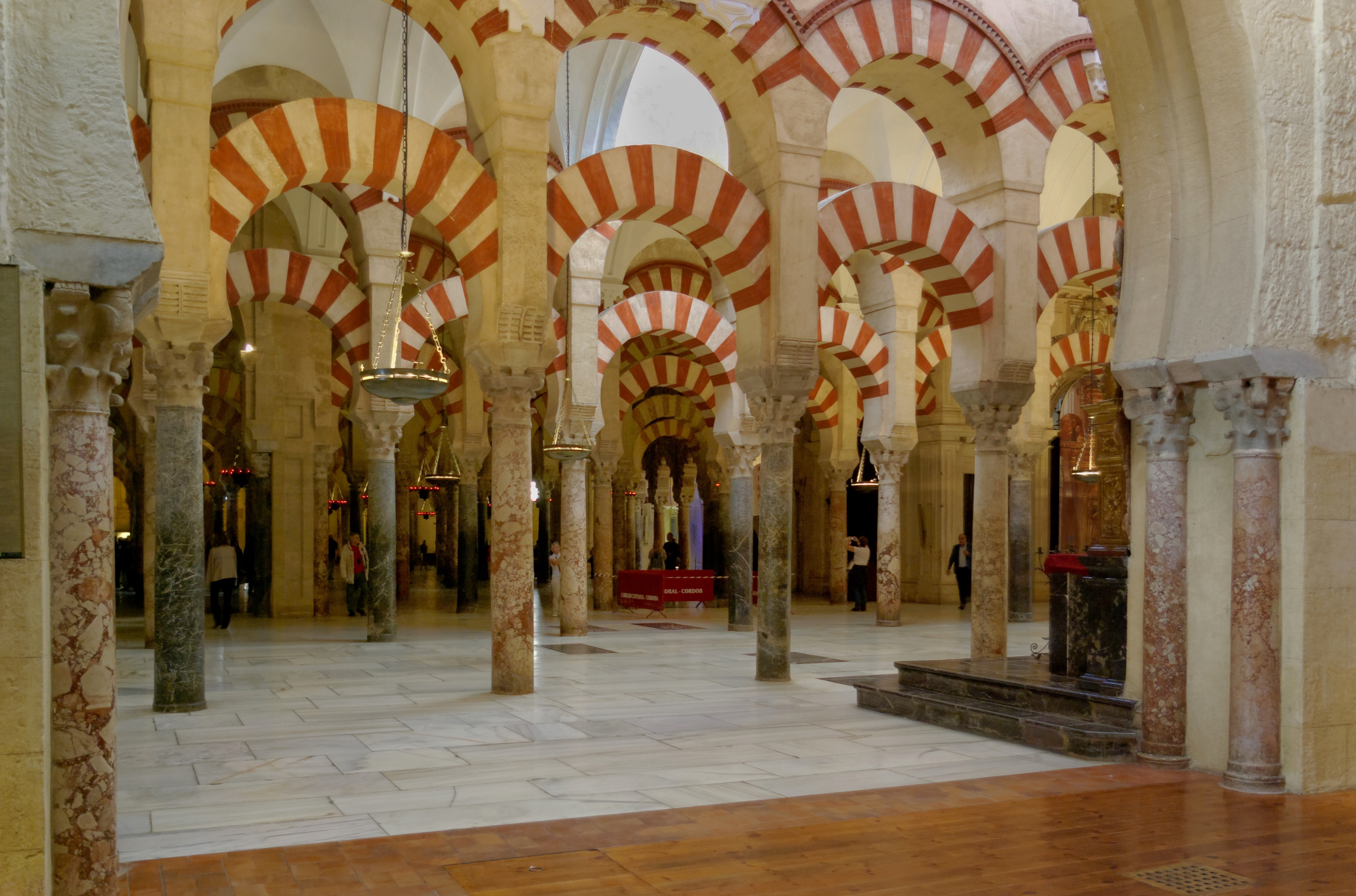
Moschea di Cordoba

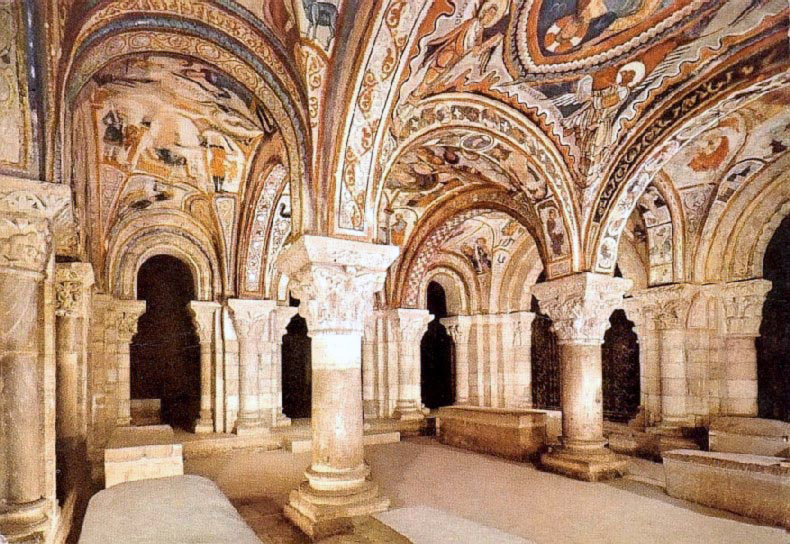
Panteón de los Reyes, León

L'architettura spagnola assunse caratteri unitari con l'annessione della penisola iberica all'Impero romano.
Testimonianze importanti si trovano, ad esempio, nelle città di Mérida, già Augusta Emerita (teatro, acquedotto di Los Mileagros, Tempio di Diana ecc.) e Segovia (acquedotto).

## Architettura proto-medievale e islamica medievale
Con la conquista da parte dei Visigoti, gli elementi della tradizione romana e paleocristiana furono fusi con quelli dell'arte popolare, sviluppando in particolar modo il motivo dell'arco moresco (a ferro di cavallo).
Dopo l'anno 650 sorsero diverse opere interessanti, come la chiesa di San Giovanni a Venta de Baños (consacrata nel 661), che originariamente presentava un coro quadrato affiancato da cappelle ancora quadrate.
Quindi, alla pianta a croce inscritta, tipicamente bizantina e paleocristiana, di San Miguel a Terrassa, si aggiunsero composizioni quadrate o rettangolari a Zamora, Oviedo (San Julián de los Prados, Santa María del Naranco).
Notevole pure la chiesa di San Pedro de la Nave, nella regione di Castiglia e León.
Al 711 risale la conquista islamica della regione; quindi, nel 786 fu costruita la Grande Moschea di Cordova, oggi cattedrale, caratterizzata, dopo i successivi ampliamenti, da 19 navate parallele.
L'architettura islamica ispirò anche quella cristiana fino al termine del periodo medievale: è doveroso ricordare in proposito San Miguel de Escalada (X secolo, con archi moreschi nel portico), la chiesa di Santiago de Peñalba (X secolo), il Reale monastero di Santa Chiara di Tordesillas (dal 1340 circa), l'Alcázar di Siviglia (a partire dal 1364) fino ad arrivare all'Alhambra di Granada (XIV secolo).

## Architettura romanica
In Catalogna il Romanico si diffuse agli inizi dell'XI secolo in forme analoghe a quanto si andava costruendo in Lombardia, ma con particolare cura per i dettagli scultorei.
L'influenza dell'architettura francese si registra nella cattedrale di Santiago di Compostela, iniziata nel 1075 e caratterizzata da tre navate, matronei, transetto a triplice navata ed una grande abside con deambulatorio e cinque cappelle laterali.
Altri edifici romanici sono la chiesa di San Martino, la basilica di Sant'Isidoro a León (con il cosiddetto Panteón de los Reyes), nonché la cattedrale di Lugo, la basilica di San Vincente ad Avila, queste ultime entrambe del XII secolo e derivate da Compostela.
L'ultima fase del romanico è rappresentata dall'antica Cattedrale di Salamanca e da quella di Zamora, dotate di insolite cupole uniche nel panorama architettonico spagnolo ed europeo.
Nell'architettura civile e militare spiccano le mura di Ávila, iniziate nel 1090 e lunghe circa tre chilometri; sono dotate di ben ottantasei torri semicilindriche e rappresentano lo spirito combattivo degli spagnoli impegnati nella Reconquista.
Numerosi castelli, dalle forme assai maestose, sorsero pertanto in diverse regioni del Paese.

## Architettura gotica

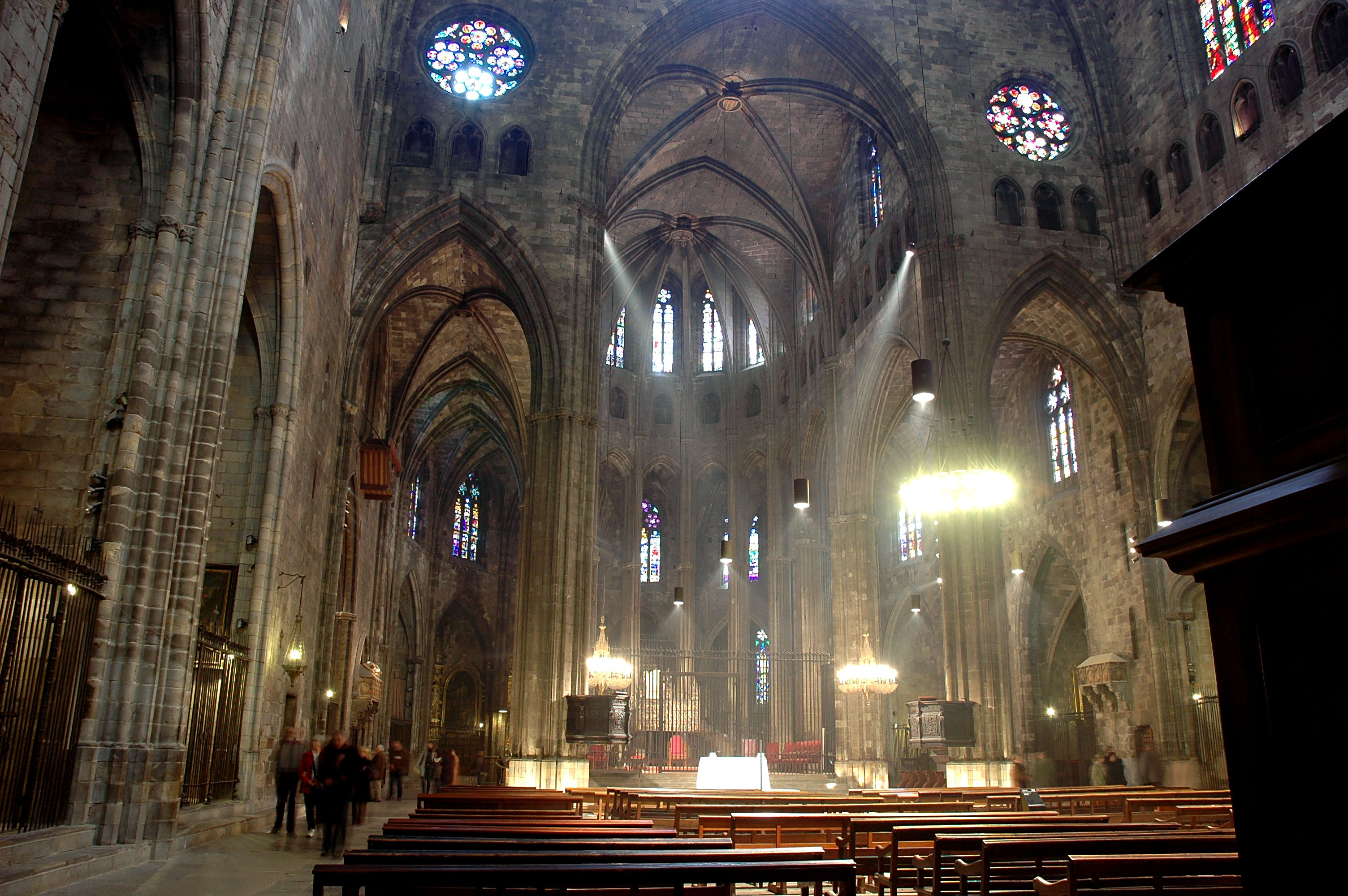
Interno della cattedrale di Gerona

In Spagna lo stile gotico è presente già in alcuni elementi dell'antica cattedrale di Salamanca.
Dopo il 1131 i Cistercensi provenienti dalla Francia introdussero l'arco acuto nel linguaggio romanico dell'epoca.
Tuttavia, i primi edifici puramente gotici risalgono alla seconda metà del XII secolo.
L'influenza delle grandi cattedrali francesi si manifestò nel Duecento, a Burgos, Toledo, e León.
Più originale è lo stile gotico catalano, che trova la sua massima espressione nella cattedrale (1298) e nelle chiese di Santa Maria del Mar (1329) e Santa Maria del Pino (1320 circa) a Barcellona, nonché nella Cattedrale di Gerona; queste composizioni sono spesso caratterizzate da ampie navate centrali (in particolare a Girona), con cappelle inserite tra i contrafforti.
Il tardo gotico risentì della cultura tedesca: le torri della citata cattedrale di León derivano strettamente dai modelli nordici e risalgono al 1442.
Sorprende la scala monumentale delle principali chiese spagnole: la cattedrale di Siviglia (dal 1402) è lunga circa 130 metri e larga 75, rinviando pertanto alle piante delle grandi moschee islamiche.
A queste dimensioni guardano anche le successive cattedrali di Cattedrale di Salamanca e di Segovia, iniziate solo nei primi anni del Cinquecento.

## Architettura rinascimentale e manierista

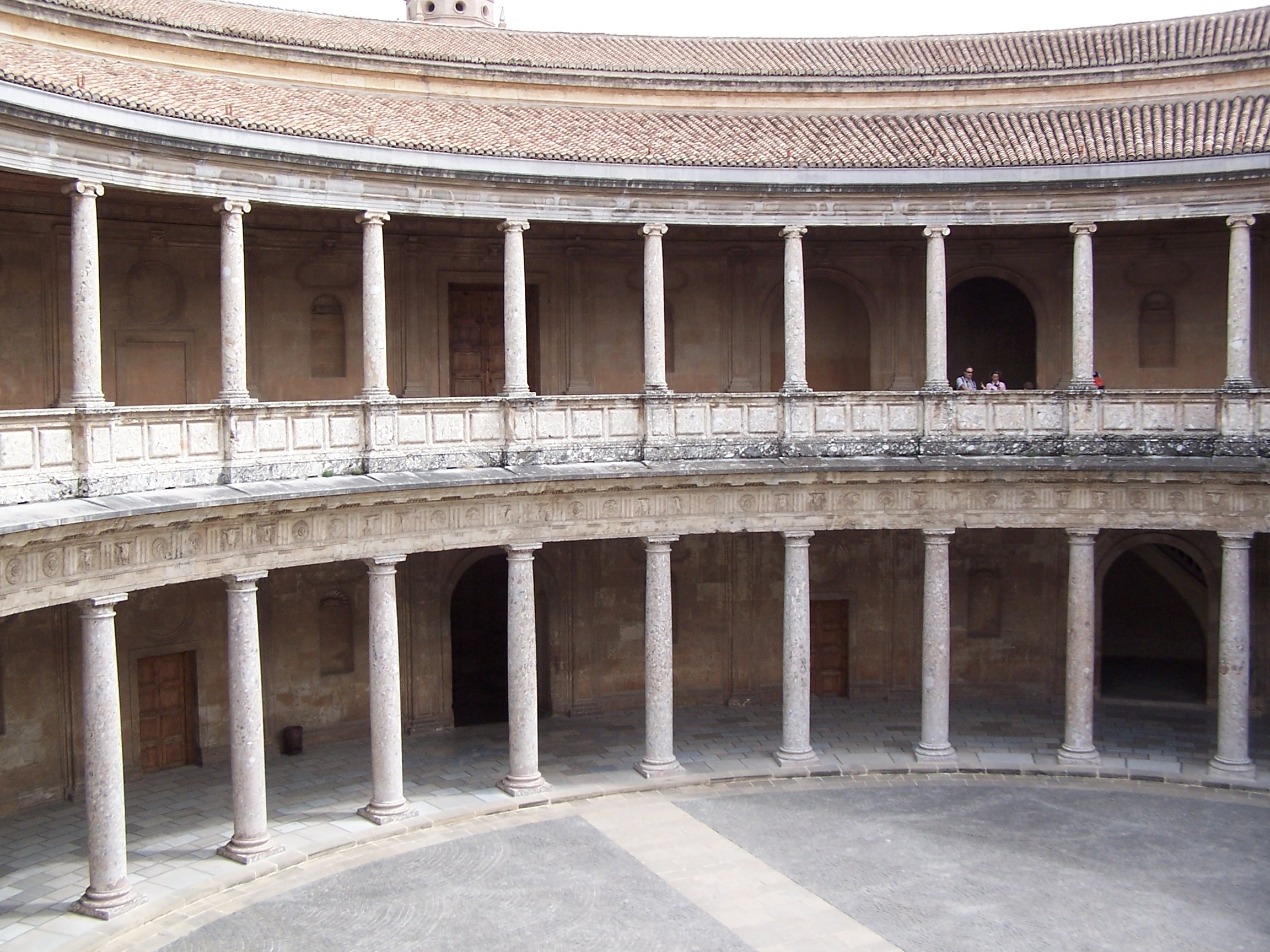
Palazzo di Carlo V, Granada

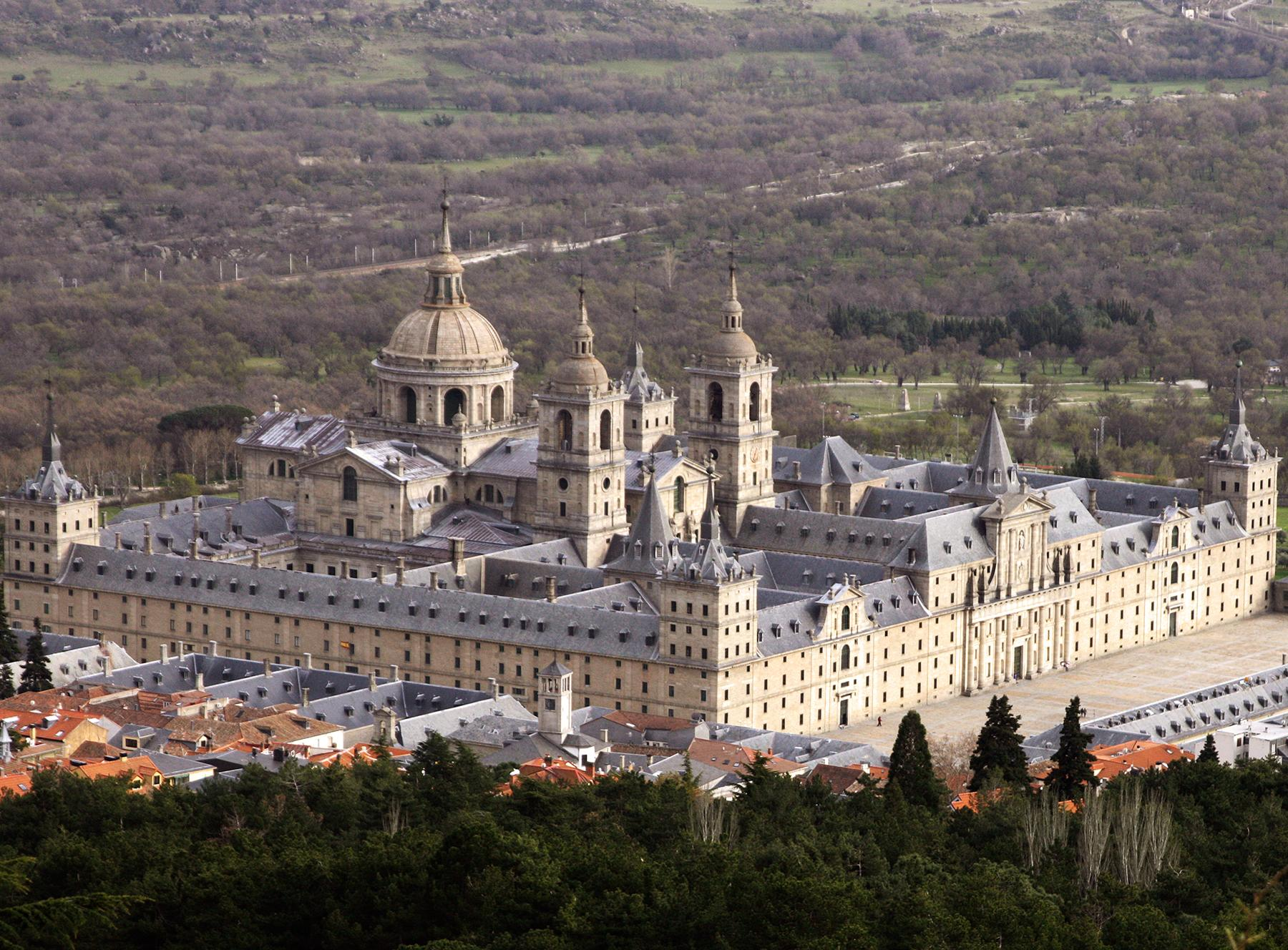
Monastero dell'Escorial, Madrid

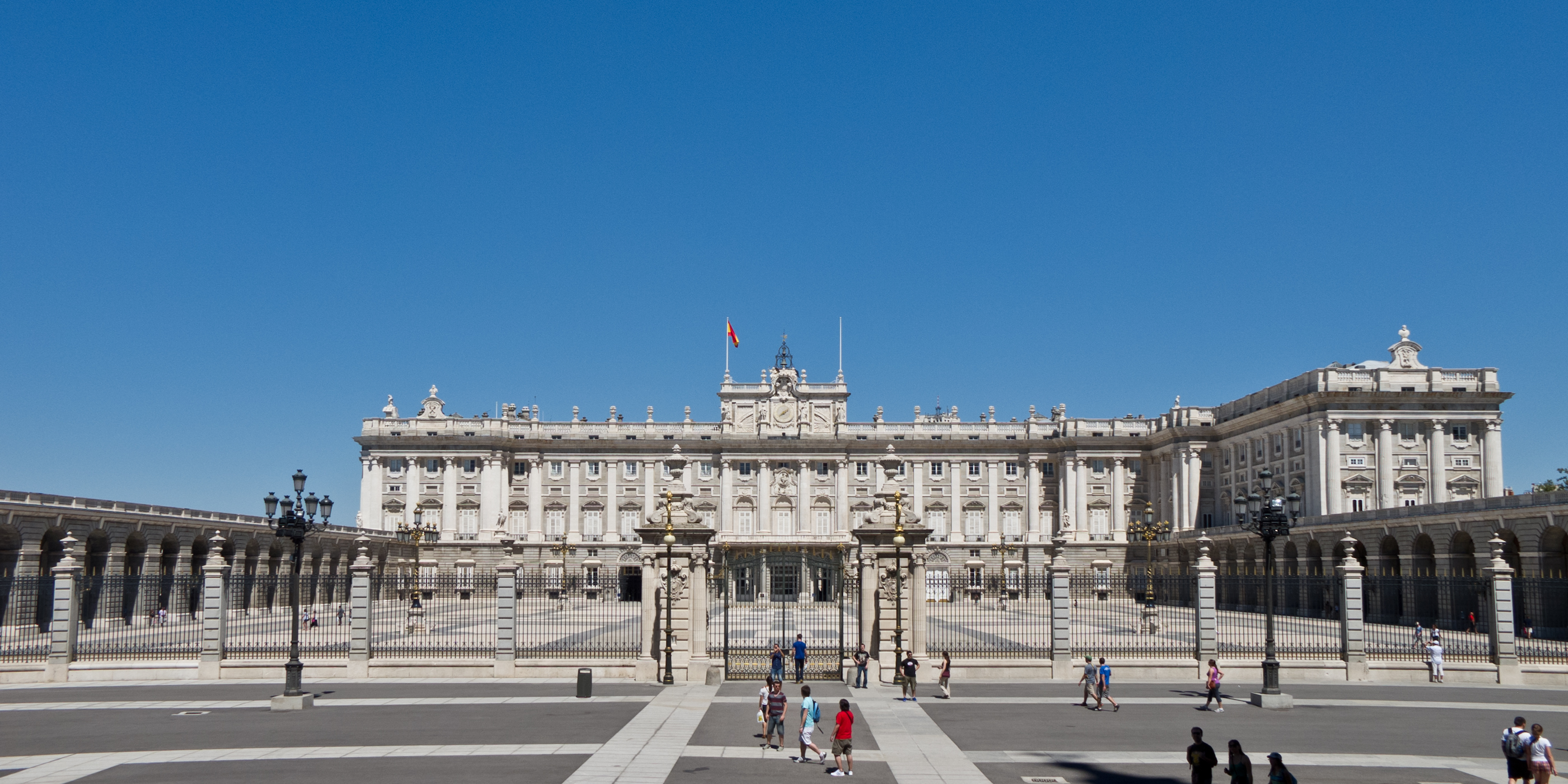
Palazzo Reale, Madrid

I principi dell'architettura rinascimentale italiana giunsero assai presto in Spagna: il castello di La Calahorra e la scalinata dell'ospedale di Toledo risalgono al principio del XVI secolo.
Al 1526 si attesta la costruzione del palazzo di Carlo V nell'Alhambra di Granada che guarda a Raffaello Sanzio e Giulio Romano, introducendo pertanto il Manierismo nella penisola iberica.
Tuttavia, nell'architettura spagnola si impose presto una certa esuberanza decorativa che sfociò nel cosiddetto stile plateresco cui importante esponente fu Diego de Siloé.
La facciata iperdecorata di San Pablo a Valladolid risale alla fine del XV secolo.
Nella seconda metà del Cinquecento, il più importante palazzo realizzato nello stile italiano fu il Monastero dell'Escorial, a Madrid, voluto da Filippo II di Spagna e costruito da Juan Bautista de Toledo e da Juan de Herrera; esso rimanda, in pianta, all'Ospedale Maggiore di Milano, mentre la chiesa deriva strettamente dai progetti per la ricostruzione di San Pietro in Vaticano.

## Architettura barocca
La Spagna volse verso il Barocco nel XVII secolo, ma non lasciò opere di particolare valore nella storia dell'architettura.

Infatti, nella maggior parte dei casi, l'arte barocca si limitò allo sviluppo dell'apparato decorativo, soprattutto nelle chiese (churriguerismo); questo linguaggio, che risultava immediatamente comprensibile anche per la popolazione meno istruita, fu logicamente esportato nelle colonie dell'America Latina.
Malgrado ciò, tra gli edifici sacri più interessanti della Spagna seicentesca si ricordano la collegiata di San Isidro a Madrid (posteriore al 1629), la chiesa di Santa Maria Magdalena a Granada (cominciata dopo il 1677), la Cappella di Nostra Signora dei Desamparados a Valencia (1652-1657, con pianta ellittica).

## Architettura del Settecento
L'esasperazione dello stile barocco proseguì per tutto il Settecento: la facciata della cattedrale di Santiago di Compostela da Fernando de Casas Novoa risale al 1738, mentre lo spettacolare Transparente della Cattedrale di Toledo fu completato nel 1732.
Decisamente più contenuto il Palazzo Reale di Madrid, attribuibile in gran parte all'italiano Giovanni Battista Sacchetti dopo la morte di Filippo Juvara che curò il primo progetto; a quest'ultimo si deve parte del Palazzo Reale della Granja de San Ildefonso.
Nella seconda metà del secolo Ventura Rodríguez realizzò il portico della cattedrale di Pamplona, avvicinandosi al Neoclassicismo.
Al medesimo stile si rifece Juan de Villanueva per il progetto del Museo del Prado (1787).

## Architettura dell'Ottocento

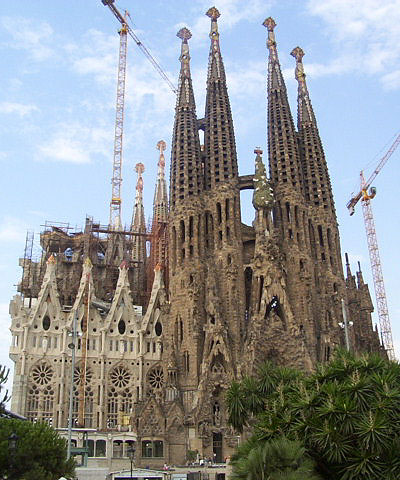
Sagrada Família, Barcellona

La produzione architettonica spagnola di gran parte dell'Ottocento non fu particolarmente significativa, ma negli ultimi decenni Barcellona, la città più vivace economicamente e culturalmente, divenne il centro di un originale movimento del Modernismo catalano. Si tratta di un movimento architettonico scaturito dall'eclettismo ottocentesco e contemporaneamente regionalista, storicista e viva espressione della cultura Art Nouveau europea. Le architetture moderniste di Lluís Domènech i Montaner come il Palazzo della Musica Catalana e l'Ospedale di Sant Pau e quelle dei molti arti architetti del periodo hanno caratterizzato, da allora, l'immagine stessa della città.
Tuttavia, pur essendo il personaggio meno organico al movimento, la figura emblematica del modernismo fu Antoni Gaudí, il quale, partendo dal Neogotico, giunse a un visionario e sperimentale linguaggio personale, ritenuto anticipatore delle immagini di alcune delle avanguardie di inizio XX secolo.
Tra le sue opere maggiori ascrivibili all'Ottocento si citano, ad esempio, la Sagrada Família (dal 1883), la Casa Vicens, il Palazzo Güell e il Palazzo episcopale di Astorga (1889).

## Architettura del Novecento

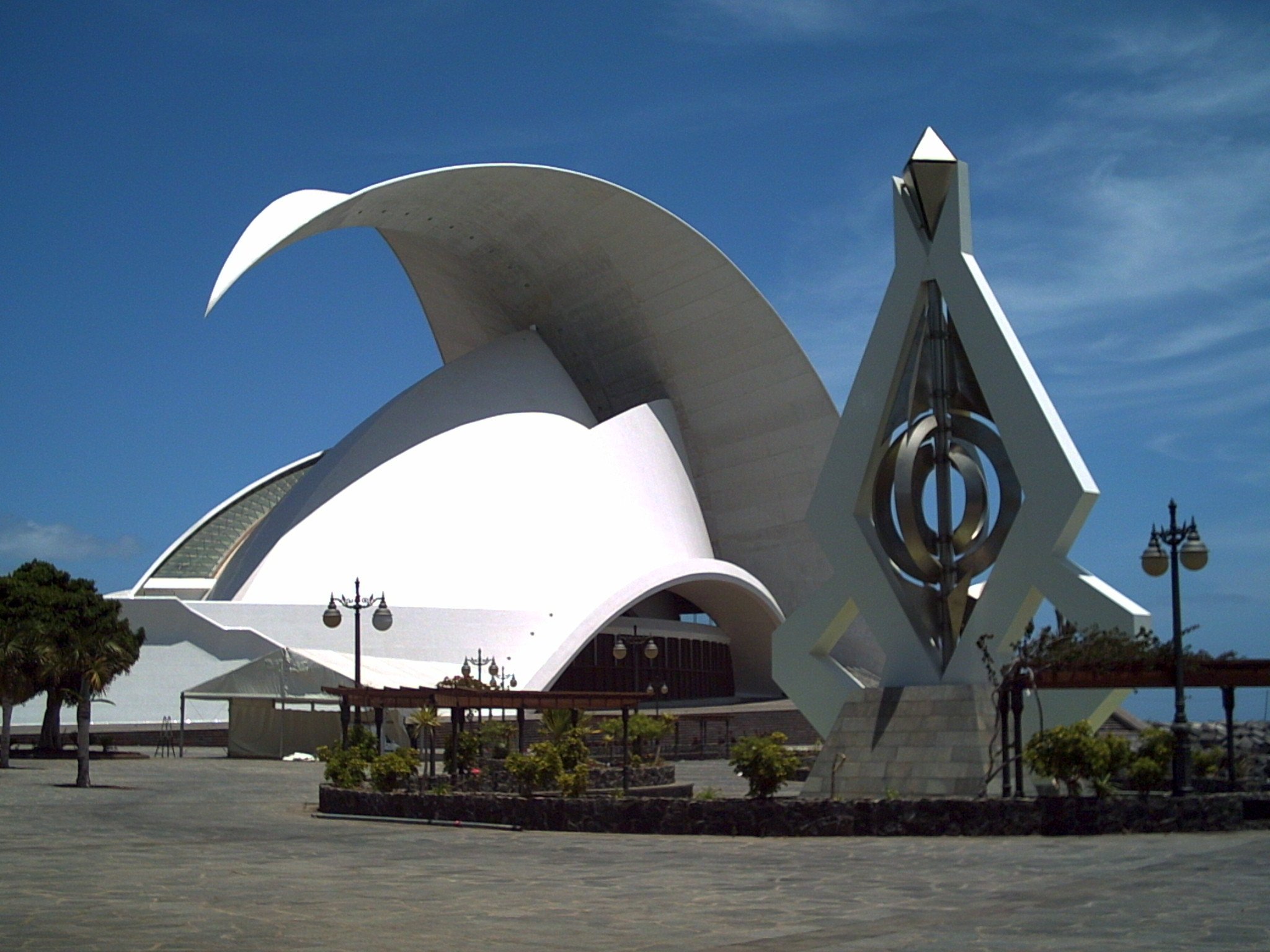
Auditorio di Tenerife, opera di Calatrava

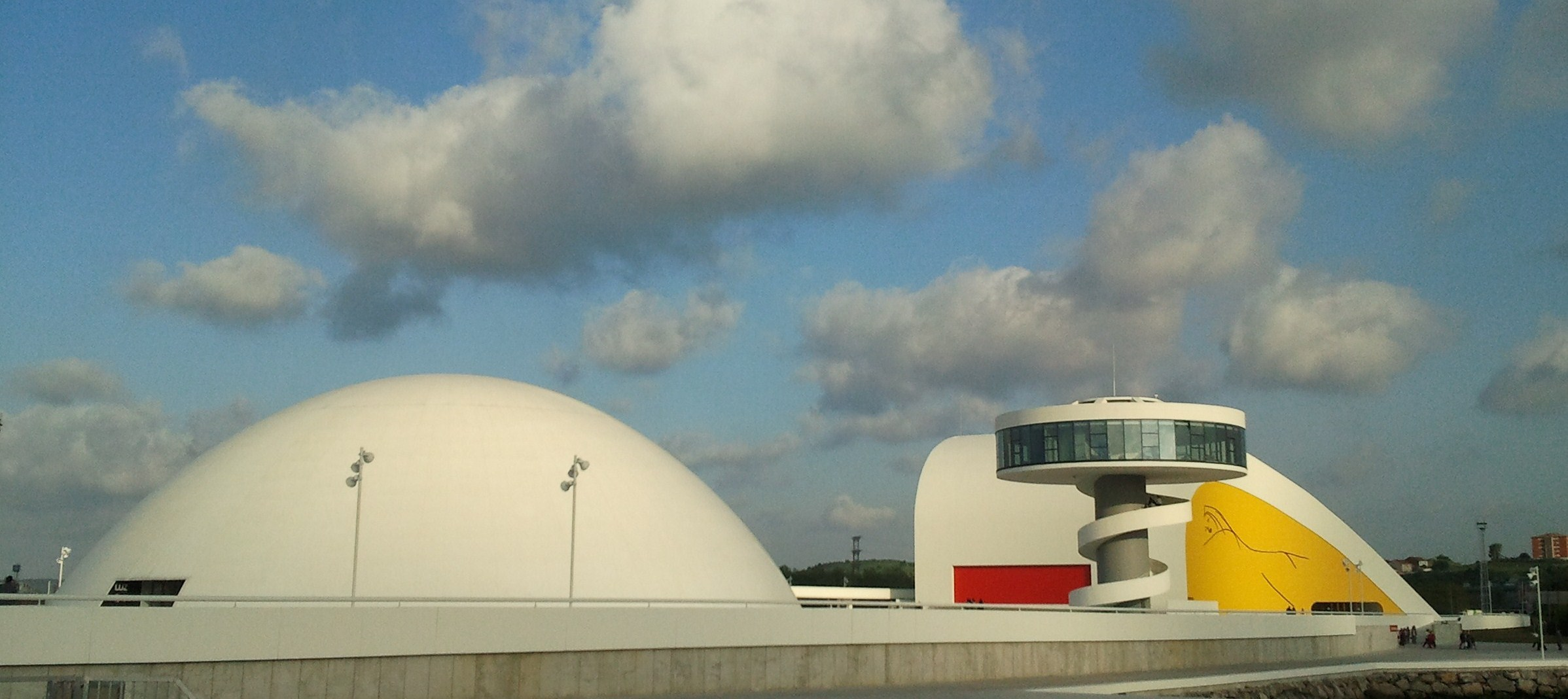
Centro Niemeyer, Avilés

Gaudí fu attivo fino all'anno della propria morte, il 1926, dedicandosi al completamento della Sagrada Família e alla costruzione di notevoli edifici a Barcellona, come la Casa Batlló e la Casa Milà, nonché il celebre Parco Güell.
Dopo essersi diffuso anche fuori dalla Catalogna, nei primi decenni del XX secolo il Modernismo, pur con architetti di valore come Josep Puig i Cadafalch e Josep Maria Jujol, progressivamente si esaurì, sostituito dal ritorno all'ordine del Noucentisme.
Gli anni venti si chiusero con l'esposizione di Barcellona del 1929, dove Ludwig Mies van der Rohe edificò un padiglione divenuto uno degli emblemi del Movimento Moderno, che tuttavia in Spagna si affermò con difficoltà.
Una figura di rilievo fu Eduardo Torroja, che a partire dagli anni trenta, per circa un ventennio, realizzò diverse strutture a gusci in calcestruzzo armato.
In seguito si sviluppò la cosiddetta Scuola di Barcellona, che introdusse nella penisola iberica i temi dell'architettura contemporanea.
Opera di spicco della fine del XX secolo è il Guggenheim Museum di Bilbao, di Frank Gehry, spettacolare esempio di Decostruttivismo.
Il più celebre progettista spagnolo operante a cavallo tra XX e XXI secolo è Santiago Calatrava, autore di numerosi interventi in ambito nazionale ed internazionale, tra cui l'Auditorio di Tenerife (1997-2003).

## XXI secolo
Nel 2011 ha aperto il Centro culturale internazionale Oscar Niemeyer di Avilés, nelle Asturie, l'unica opera dell'architetto brasiliano Oscar Niemeyer in Spagna.

## Altre immagini

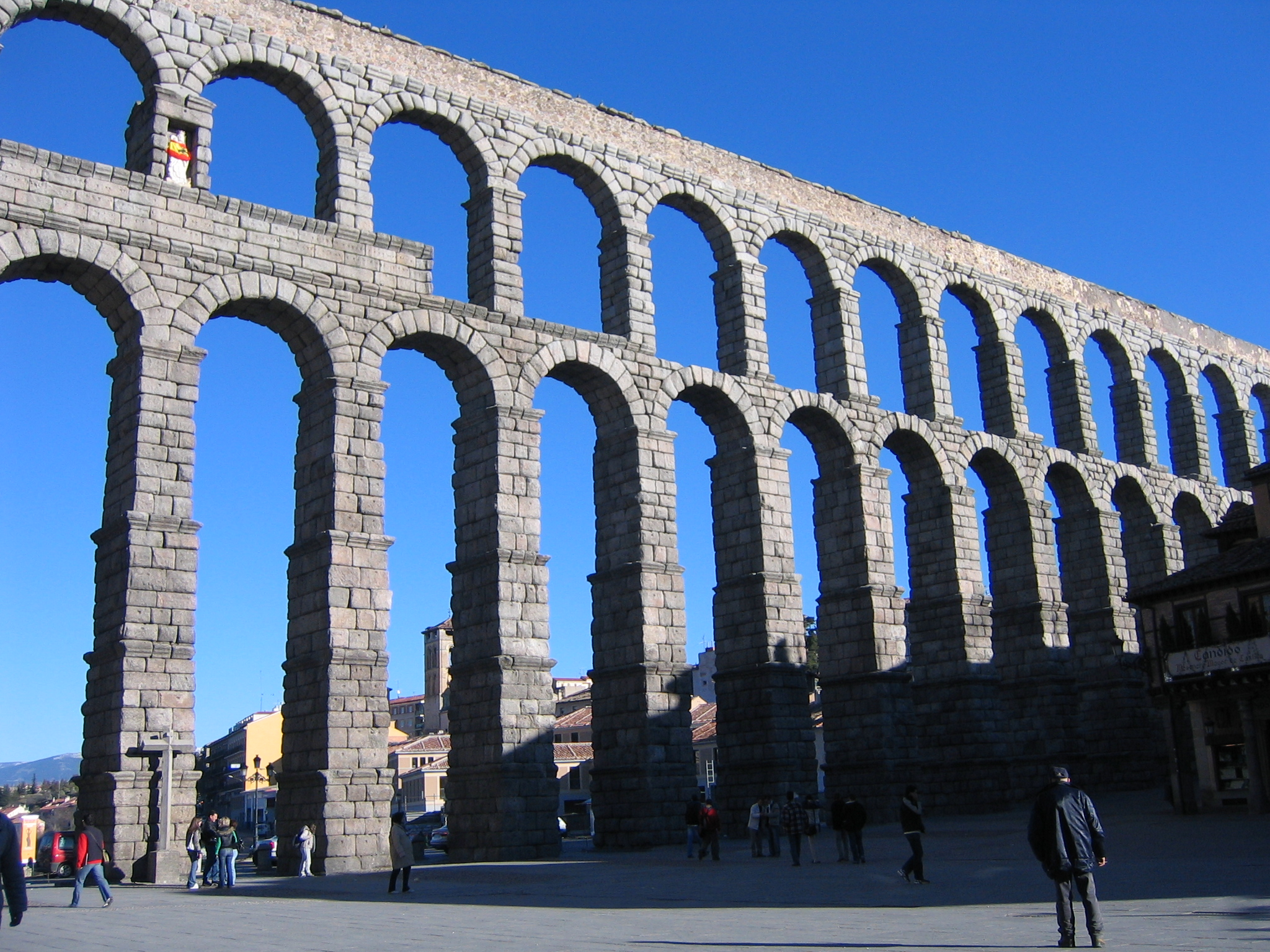
Acquedotto romano di Segovia
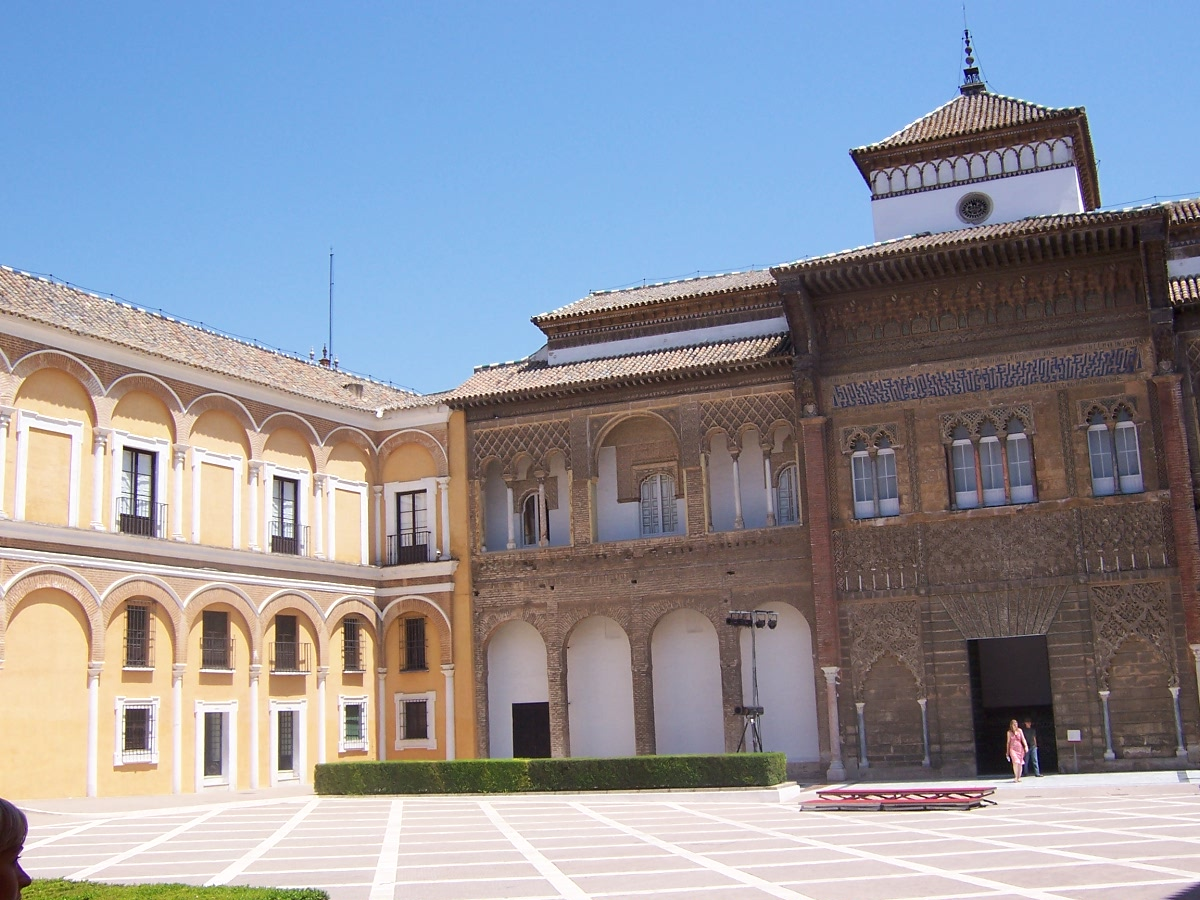
Alcázar di Siviglia
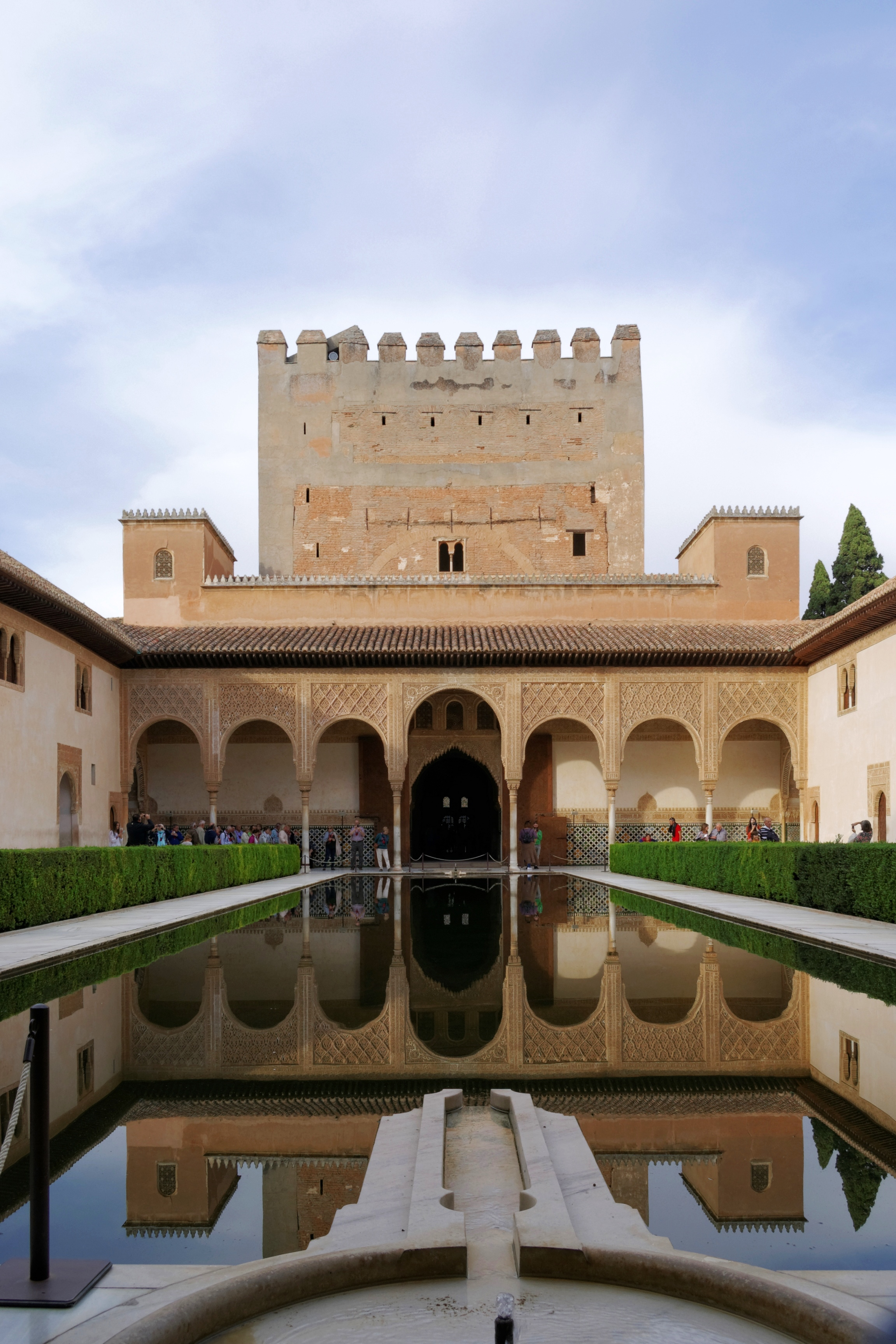
Alhambra, Granada
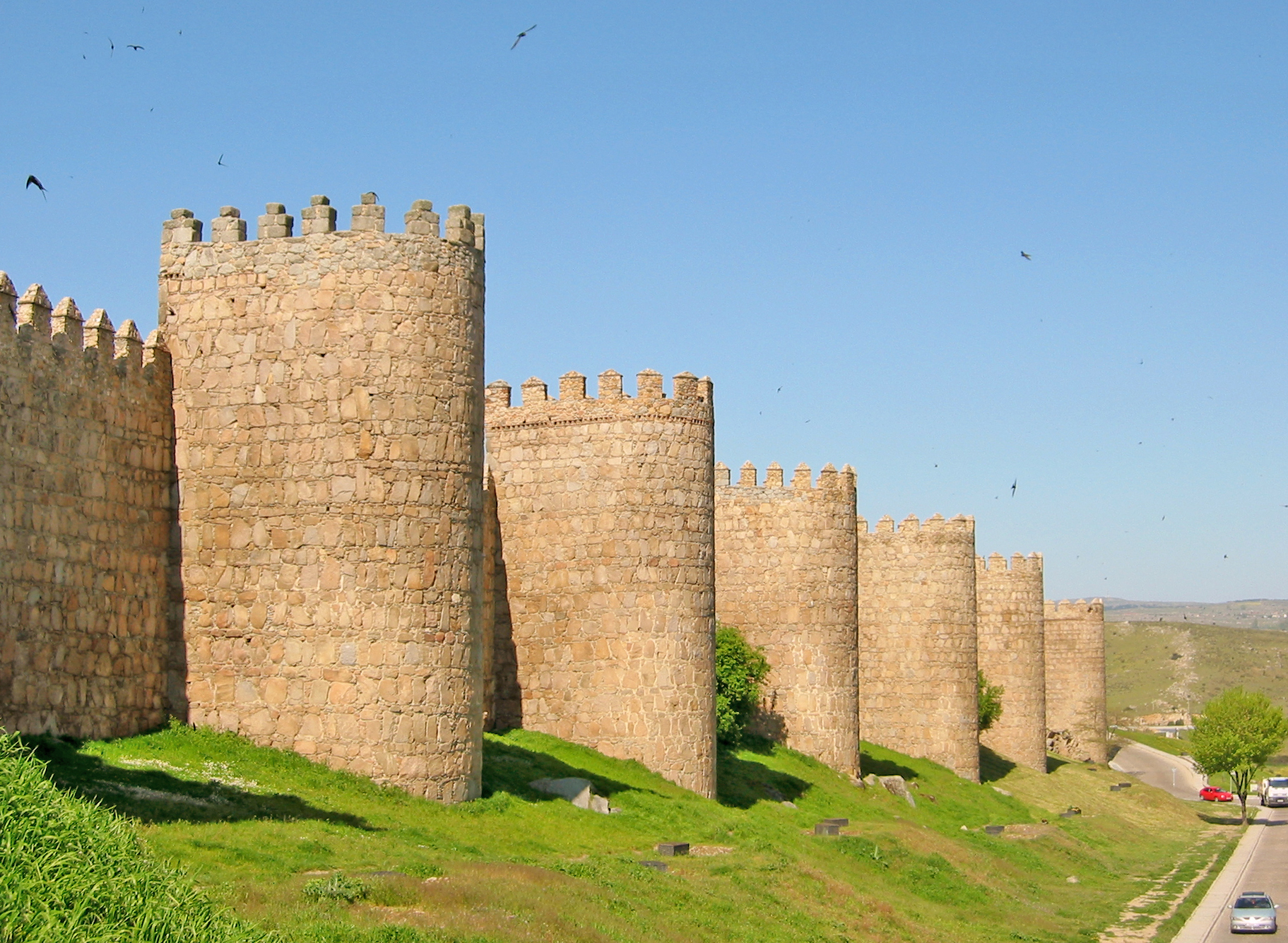
Mura di Avilà
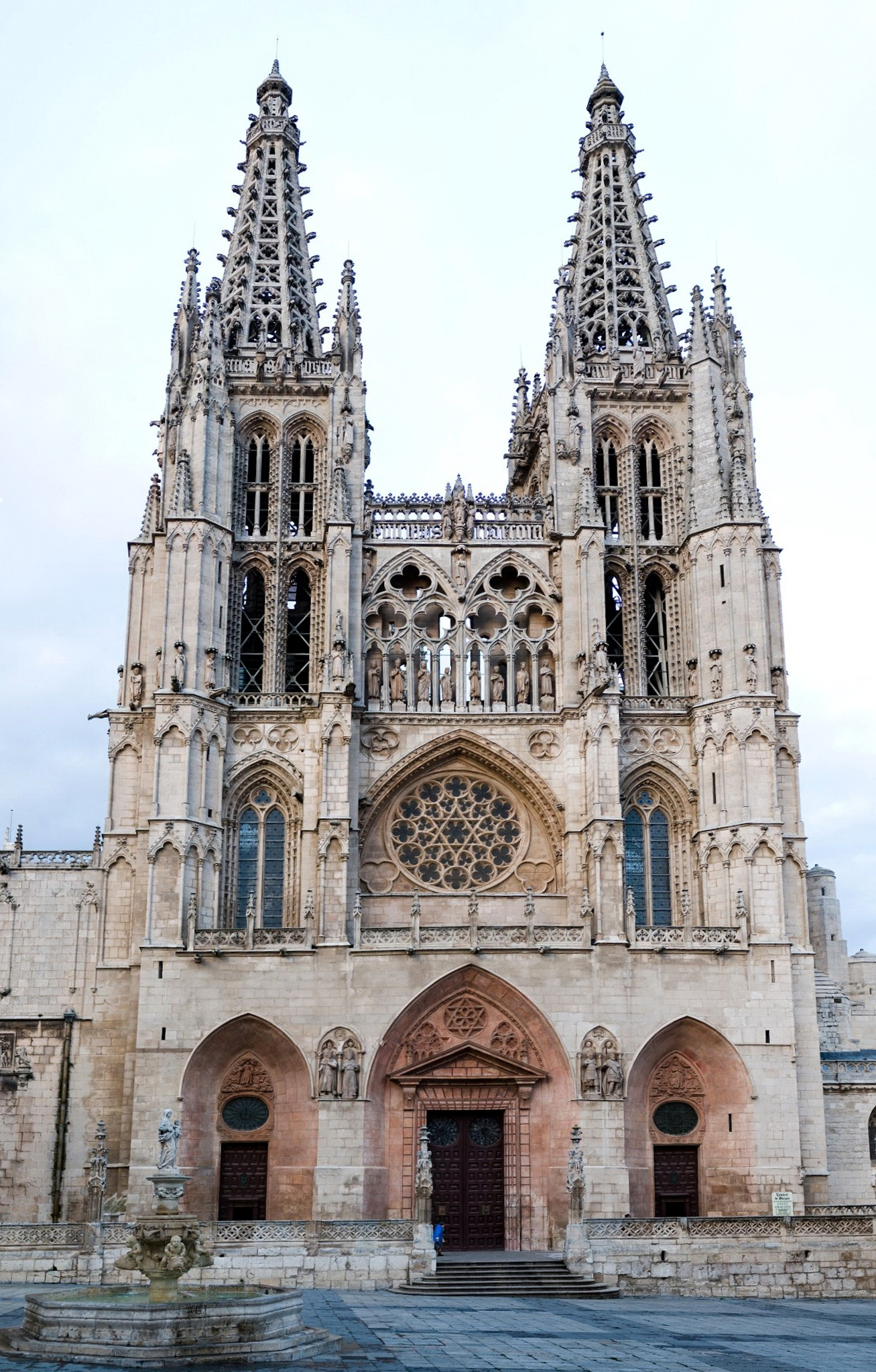
Cattedrale di Burgos
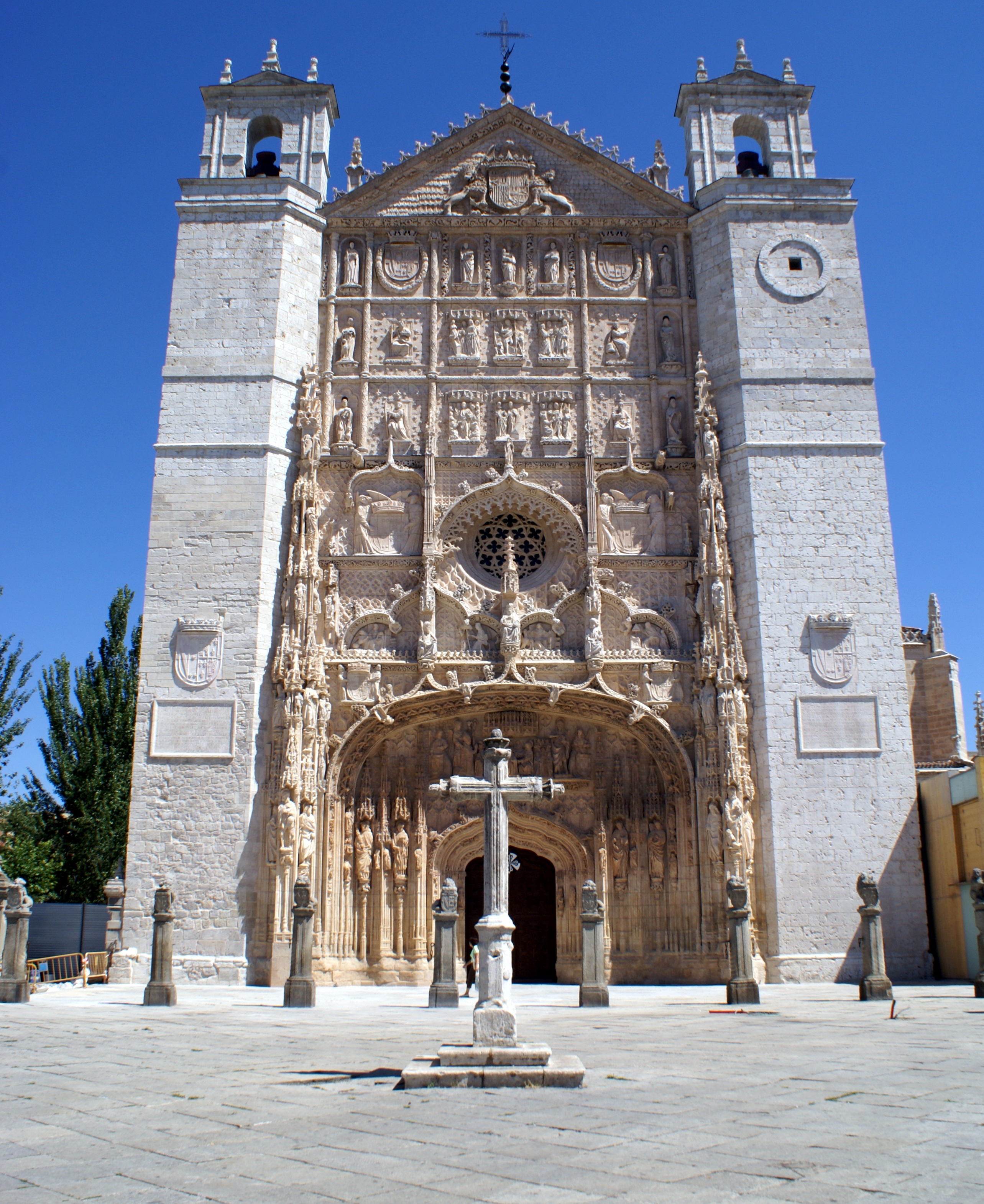
Facciata di San Pablo, Vallidolid
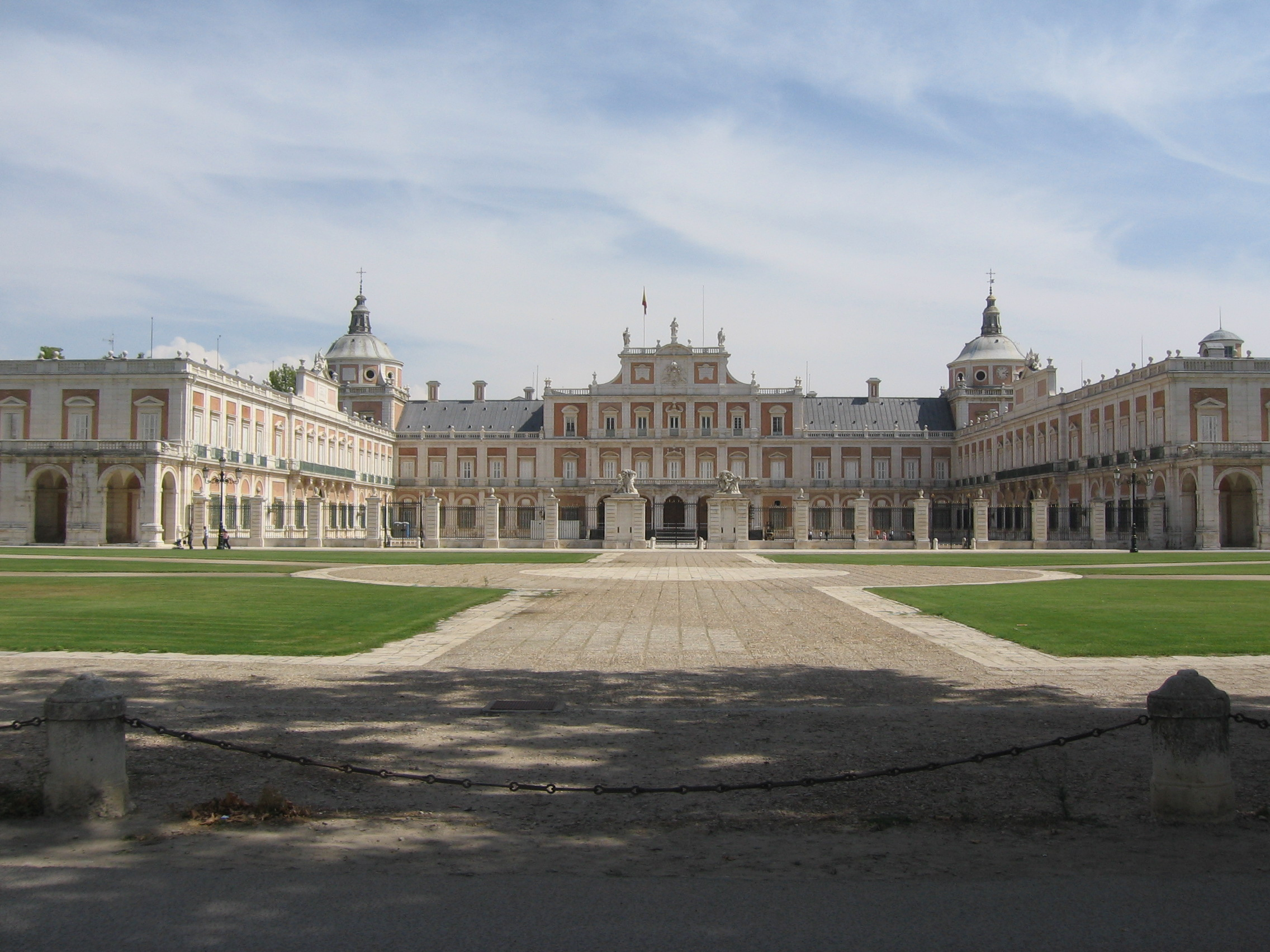
Palazzo reale di Aranjuez
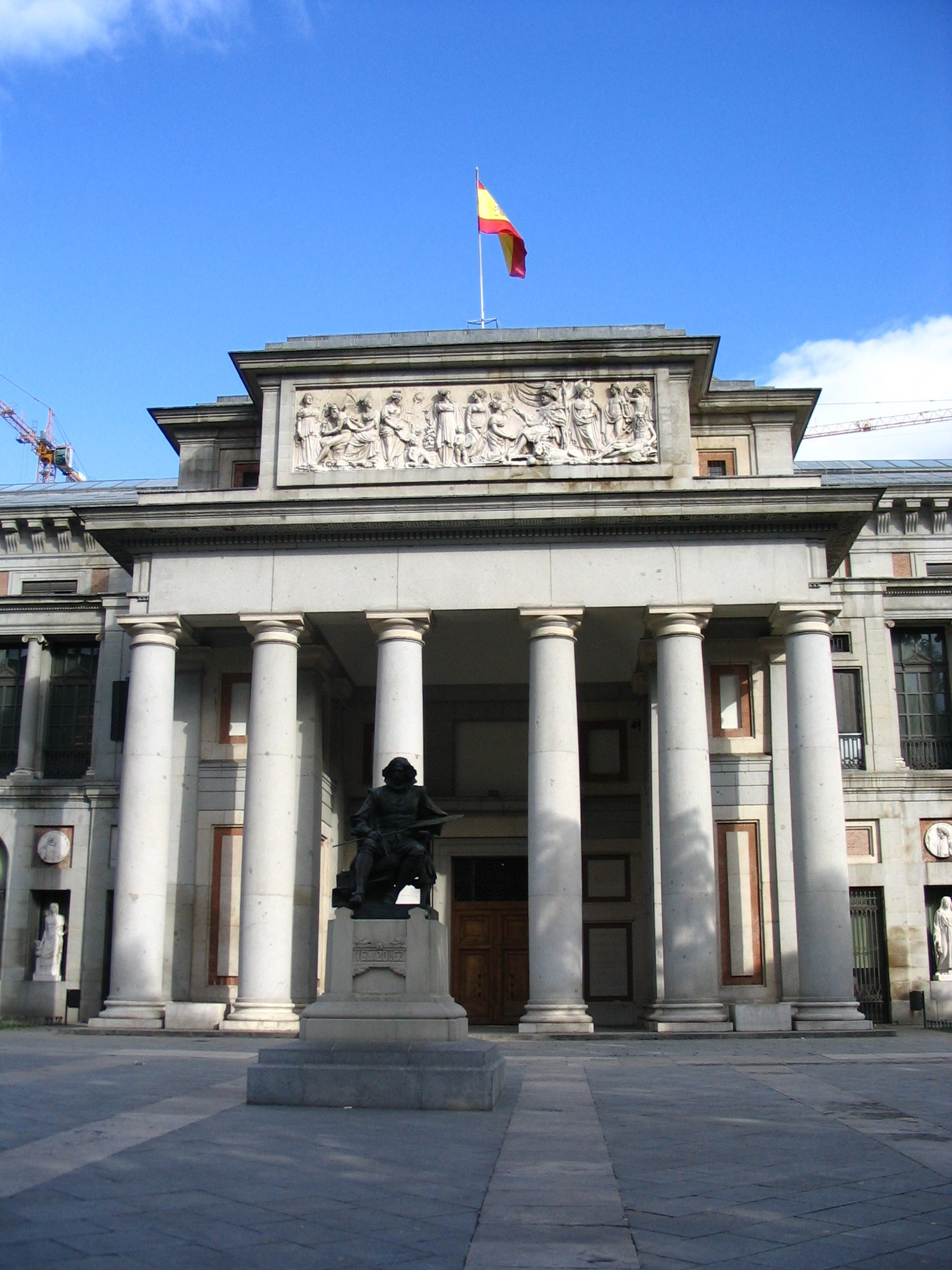
Museo del Prado
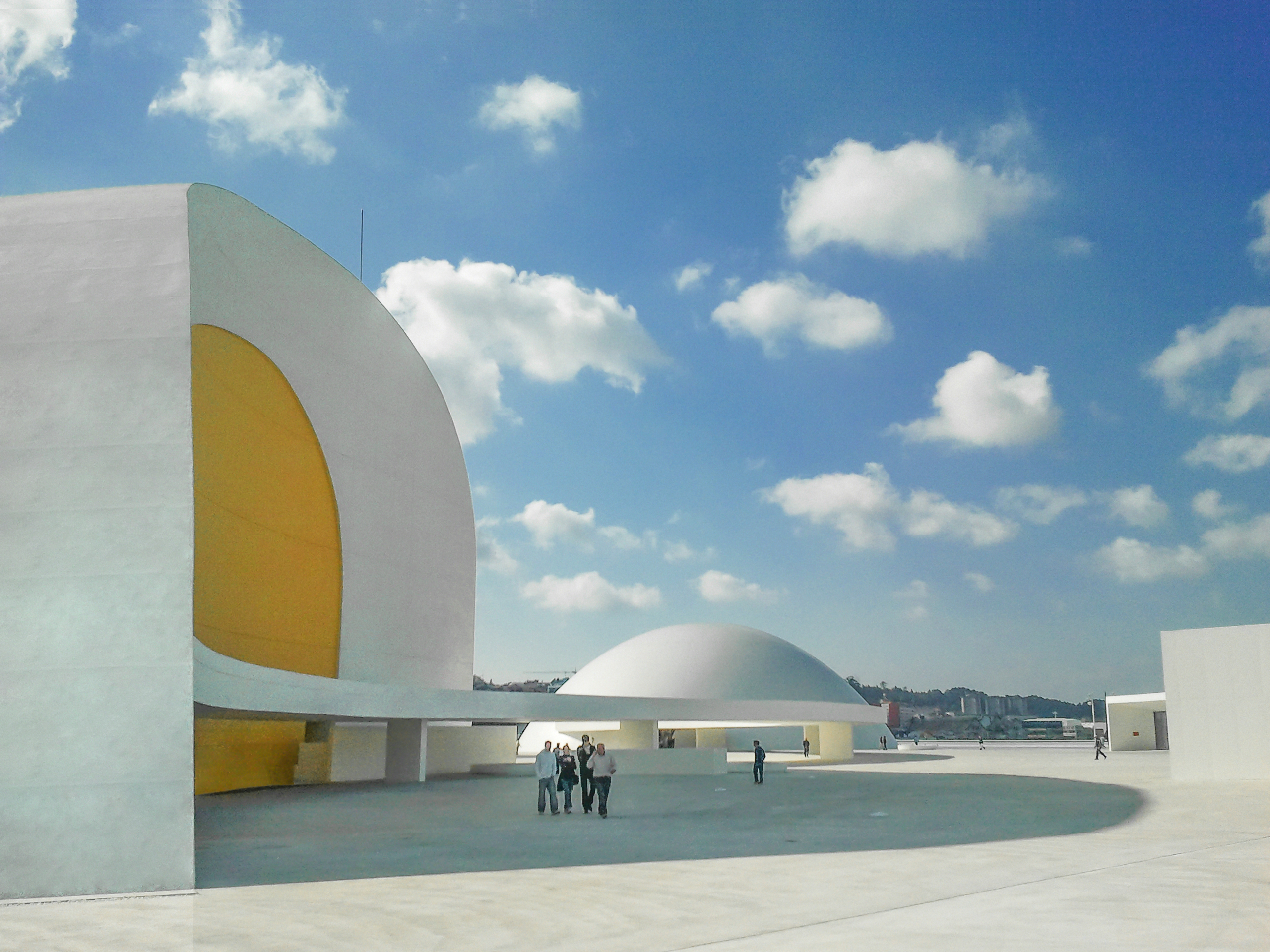
Centro Niemeyer di Asturias